# Keisuke Okuda
Keisuke Okuda (japanisch 奥田 啓祐 Okuda Keisuke; * 23. Oktober 1996) ist ein japanischer Leichtathlet, der sich auf den Zehnkampf spezialisiert hat.

## Sportliche Laufbahn
Seinen ersten internationalen Wettkampf bestritt Keisuke Okuda im Jahr 2023, als er bei den Hallenasienmeisterschaften in Astana mit 5497 Punkten die Silbermedaille im Siebenkampf hinter seinem Landsmann Yuma Maruyama gewann. 2025 gewann er dann bei den Asienmeisterschaften in Gumi mit 7602 Punkten die Bronzemedaille im Zehnkampf hinter dem Chinesen Fei Xiang und Tejaswin Shankar aus Indien.
2022 wurde Okuda japanischer Meister im Zehnkampf.

## Persönliche Bestleistungen
- Zehnkampf: 8008 Punkte: 9. Oktober 2022 in Toyota
  - Siebenkampf (Halle): 5497 Punkte: 12. Februar 2023 in Astana